# Alpes Orientais

As 26 secções da Partição dos Alpes. A Oriental começa a 17

Os Alpes Orientais fazem parte da divisão tradicional da chamada Partição dos Alpes  adotada em 1924 pelo IX Congresso Geográfico Italiano, com o fim de normalizar a sua divisão em  Alpes Ocidentais, Alpes Centrais e Alpes Orientais.
Esta designação também foi usada numa outra partição dos Alpes segundo a classificação # SOIUSA, pois a outra parte é a dos Alpes Ocidentais. O ponto mais alto dos Alpes Orientais é o Piz Bernina que culmina a 4 049 m

## Divisão tradicional
A chamada divisão tradicional divide os Alpes em  Alpes Ocidentais, Alpes Centrais e Alpes Orientais,  segundo a Partição dos Alpes adotada em 1926 pelo Congresso Geográfico Italiano.
Segundo esta classificação, os Alpes Orientais eram divididos em:
- (17) Alpes Nóricos
- (18) Dolomitas
- (19) Alpes Cárnicos
- (20) Alpes Julianos
- (21) Caravanche
- (22) Alpes salisburgueses
- (23) Alpes austríacos
- (24) Pré-Alpes da Estíria
- (25) Pré-Alpes Trivenetos
- (26) Carso

## SOIUSA

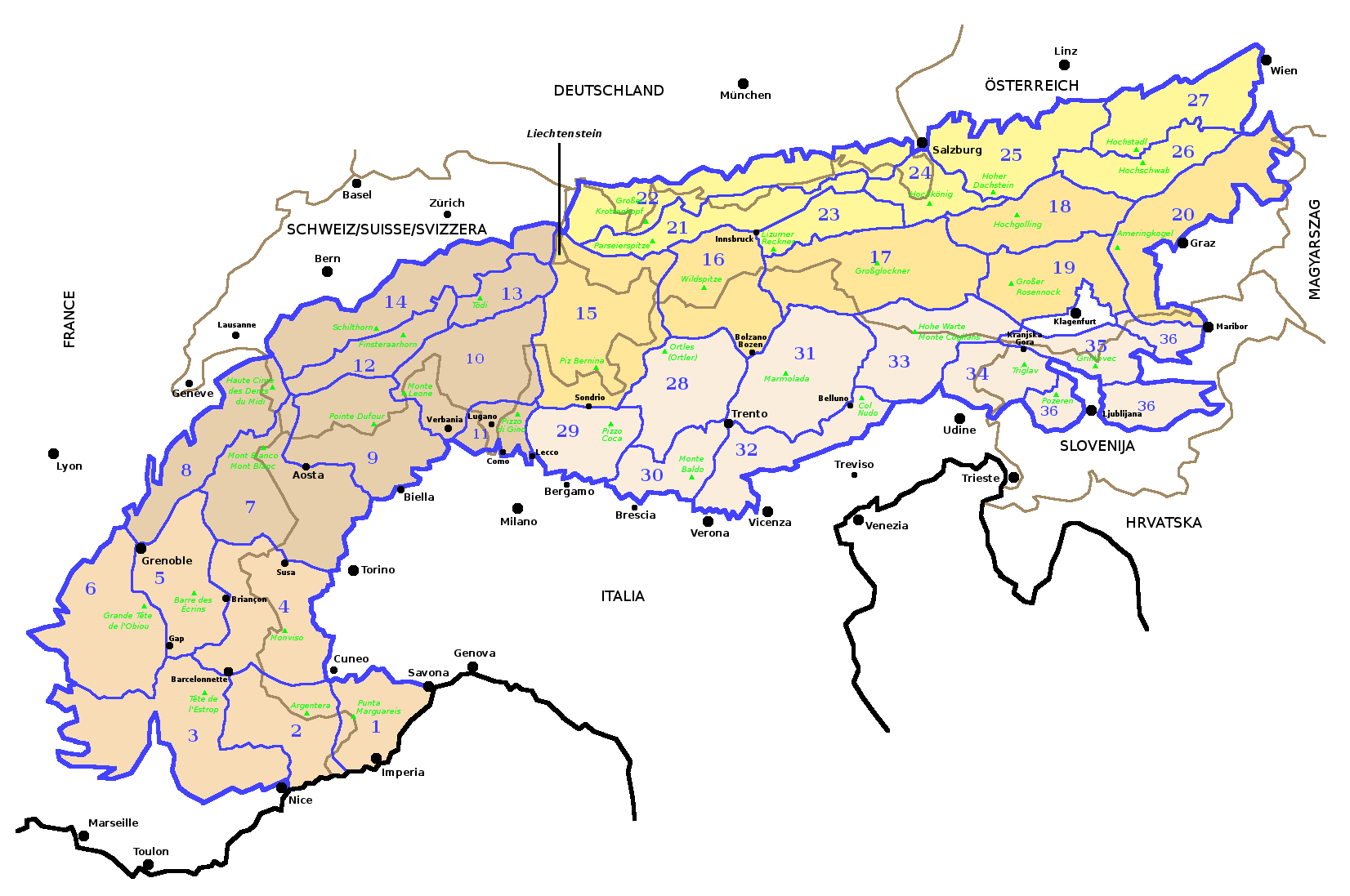
As duas Partes dos Alpe segundo SOIUS

A Subdivisão Orográfica Internacional Unificada do Sistema Alpino (SOIUSA), apresentou em 2005 uma nova divisão dos Alpes que datava de 1926. Esta nova classificação divide os Alpes em duas grandes partes: Alpes Ocidentais e Alpes Orientais, separados pela linha Rio Reno - Passo de Spluga - Lago de Como - Lago de Lecco.

## Alpes Orientais
Os Alpes Orientais, com 22 secções, estão subdivididos em três grupos

### Alpes Orientais-Norte
Os Alpes Orientais-Norte são formados por 7 secções
- (21) Alpes calcários do Tirol
- (22) Alpes da Baviera
- (23) Alpes xistosos do Tirol
- (24) Alpes setentrionais de Salisburgo
- (25) Alpes de Salzkammergut e da Alta Áustria
- (26) Alpes setentrionais da Estíria
- (27) Alpes da Baixa Áustria

### Alpes Orientais-Centro

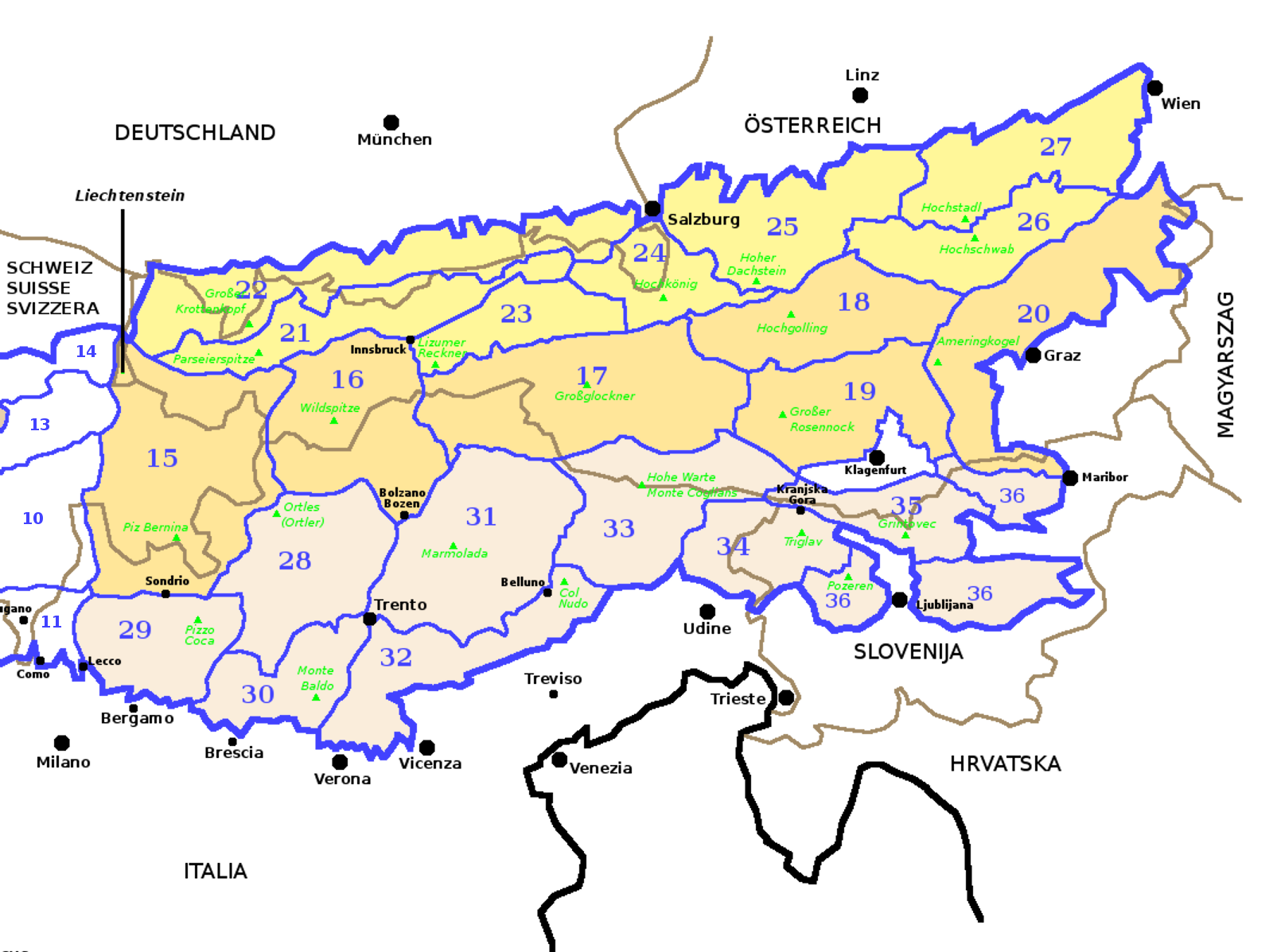
Alpes Orientais SOIUSA; Norte (21-27), Centro (15-20) e Sul (28-36)

Os Alpes Orientais-Centro são formados por 6 secções
- (15) Alpes Réticos ocidentais
- (16) Alpes Réticos orientais
- (17) Alpes do Tauern ocidentais
- (18) Alpes do Tauern orientais
- (19) Alpes da Estíria e da Caríntia
- (20) Pré-Alpes da Estíria

### Alpes Orientais-Sul
Os Alpes Orientais-Sul são formados por 9 secções
- (28) Alpes Réticos meridionais
- (29) Alpes e Pré-Alpes Bergamascos
- (30) Pré-Alpes de Bréscia e de Garda
- (31) Dolomitas
- (32) Pré-Alpes Vénetos
- (33) Alpes Cárnicos e de Gail
- (34) Alpes e Pré-Alpes Julianos
- (35) Alpes da Caríntia e Eslovenos
- (36) Pré-Alpes Eslovenos